# نبرد یافا (۱۱۹۷)
نبرد یافا (انگلیسی: Battle of Jaffa) در سال ۱۱۹۷ میان نیروهای ایوبی به رهبری سیف‌الدین العادل و نیروهای پادشاهی اورشلیم در نزدیکی یافا به وقوع پیوست که با پیروزی نیروهای مسیحی و سقوط یافا به پایان  سید.